# Миткевич-Желток, Владислав Антонович
Владислав Антонович Миткевич-Желток (10.03.1925 — 26.07.1985) —  старший производитель работ Славянского участка треста «Теплоэнергомонтаж» Министерства энергетики и электрификации Украинской ССР, Донецкая область. Герой Социалистического Труда (20.04.1971). 

## Биография
Родился 10 марта 1925 года на территории современной Гомельской области Белоруссии. Из дворянской семьи. Белорус.
Получил неполное среднее образование. С началом Великой Отечественной войны летом 1941 года был эвакуирован вместе с семьёй в тыл — в город Саратов. Комсомолец Миткевич-Желток с детства мечтал работать на железной дороге. Но по призыву Ленинского комсомола, уехал в город Актюбинск Казахской ССР (ныне — город Актобе, областной центр Казахстана) строить электростанцию.
Юные добровольцы в зимний холод и при пронизывающем ветре участвовали в сборке демонтированного и вывезенного с оккупированной территории оборудования электростанций — турбин и котлов. Все работы, даже самые тяжёлые, выполнялись вручную. Несмотря на это, Владислав и его товарищи с неподдельным энтузиазмом трудились наравне со взрослыми. Опытные слесари-монтажники совершали настоящий трудовой подвиг, без специальных механизмов собирая рабочие агрегаты из громоздких деталей. Учась у них и помогая им, комсомолец Миткевич-Желток на практике осваивал слесарное дело, приобретал рабочую специальность, которая станет его призванием в жизни, и вскоре начал работать самостоятельно. Сноровку и рабочую хватку новичка заметило руководство стройки, и уже в мае 1942 года он был назначен бригадиром слесарей.
После двух лет работы на стройках Актюбинска в подрядной организации «Волгоэнергомонтаж» Владислав Антонович как опытный слесарь был отправлен на восстановление предприятий Донбасса в Украинской ССР. С 1944 года он трудился в городе Краматорск Сталинской (с 1961 года — Донецкой) области, участвовал в монтаже оборудования на Краматорском металлургическом заводе имени В. В. Куйбышева и в восстановлении Новокраматорского машиностроительного завода, одного из крупнейших предприятий своей отрасли в Советском Союзе. Машиностроительный завод во время войны был разрушен и ко времени освобождения города в сентябре 1943 года лежал в руинах. Неимоверными усилиями каждого строителя он был пущен в строй уже через год.
Следующими ударными стройками монтажника Миткевича-Желтка стали гидроэлектростанция № 2 и тракторный завод имени Серго Орджоникидзе в городе Харьков и ГРЭС (государственная районная электростанция) в городе Воронеж. За несколько лет работы в системе треста «Донбассэнергомонтаж» (создан в сентябре 1945 года для восстановления энергетических объектов Донбасса и Харьковской области, позднее присоединён ко вновь образованному тресту «Теплоэнергомонтаж») в совершенстве овладел профессией, стал признанным специалистом в своём деле.
После войны, выезжая в командировки, Владислав Антонович трудился на строительстве завода «Двигательстрой» в молодом городе Каспийск (Дагестанская АССР, ныне — Республика Дагестан) и доменных печей в городе Липецк. Вернувшись на Украину, участвовал в монтаже оборудования химического комбината в городе Лисичанск Ворошиловградской (ныне — Луганской) области. 
В 1953 году был направлен на строительство ГРЭС в городе Славянск Сталинской области. Участвовал в пуске первой очереди одной из крупнейших станций подобного типа в республике. С 1956 года трудился бригадиром монтажников-трубопроводчиков, производителем работ на строительстве Ворошиловградской ГРЭС, а затем Змиёвской ГРЭС в Харьковской области.
Поступил в заочный техникум и успешно защитил диплом на «отлично». При завершении монтажных работ на Змиёвской ГРЭС нашёл хитроумный способ переставить детали и опоры без демонтажа всего оборудования, что строители проделали за 12 часов. За успехи, достигнутые в выполнении заданий семилетнего плана по развитию энергетики страны при вводе в строй Змиёвской ГРЭС, он был награждён в 1966 году орденом Трудового Красного Знамени.
Яркой страницей в его трудовой биографии стало участие в сооружении второго одновального энергетического блока мощностью 800 тысяч киловатт на Славянской ГРЭС в период восьмой пятилетки (1966—1970). Наиболее существенный вклад в строительство внесли монтажники-трубопроводчики, которых возглавил мастер Миткевич-Желток.
Сооружение второй очереди Славянской ГРЭС имени Пятидесятилетия Великой Октябрьской социалистической революции (ныне — Славянская теплоэлектростанция) было объявлено одной из ударных строек пятилетки. В. А. Миткевичу-Желтку был доверен самый ответственный участок строительства. Он стал настоящим хозяином разветвлённой многокилометровой системы металлических труб, ему был знаком каждый поворот, каждое колено или тройник. Старший производитель работ Славянского участка треста выделялся не только деловыми, но и человеческими качествами. Его спокойная рассудительность, доброжелательность к людям, умение разрешать конфликты служили примером для остальных руководителей стройки. Обладая общительным и энергичным характером, он с помощью актива сумел в скором времени создать дружный, сплочённый коллектив единомышленников, сумел не только привлечь, но и увлечь людей на великие трудовые свершения. Годами искал преданных делу людей, собирал костяк ударного коллектива, который назовут на стройке самым боевым и дружным. Всех, до одного, на участке — мастеров, бригадиров — воспитала и выдвинула бригада, с которой Миткевич-Желток трудился в Луганске (в 1935—1958 и в 1970—1990 годах — Ворошиловград) и Змиёве.
Особое внимание В. А. Миткевич-Желток придавал работе с молодёжью, которая приходила работать на строительстве, быстро и в совершенстве овладевала монтажным делом под руководством более опытных слесарей. Не боясь доверять бригадирство наиболее инициативным и ответственным молодым рабочим, он учил их тому, что, прежде всего, должен уметь командир строительства — правильно разговаривать с людьми, с уважением относиться к ним и быть хорошим организатором.
Под руководством В. А. Миткевича-Желтка монтажники умело сочетали высокопроизводительный, ударный труд с решением сложнейших технических заданий и тем самым содействовали быстрейшему вводу второй очереди ГРЭС в строй к началу девятой пятилетки (1971—1975). Второй, одновальный энергоблок станции был сооружён с опережением графика, за три года, почти в полтора быстрее, чем первый двухвальный агрегат той же мощности. Выиграть время удалось строителям благодаря освоению прогрессивного метода: строительство сочеталось с монтажом оборудования укрупнёнными блоками.
Указом Президиума Верховного Совета СССР от 20 апреля 1971 года за особые заслуги в выполнении заданий пятилетнего плана по развитию энергетики страны Миткевичу-Желтку Владиславу Антоновичу присвоено звание Героя Социалистического Труда с вручением ордена Ленина и золотой медали «Серп и Молот».
Жил в посёлке городского типа (ныне — город) Николаевка Славянского района Донецкой области. Избирался депутатом Николаевского поселкового Совета депутата трудящихся. 
Умер 26 июля 1985 года. Похоронен в городе Николаевка (город) Славянский район Донецкой области Украины.

## Награды
- Золотая медаль «Серп и Молот» (20.04.1971);
- орден Ленина (20.04.1971)
- орден Трудового Красного Знамени (20.09.1966)
- Медаль «За трудовое отличие» (31.07.1953)
- Медаль «В ознаменование 100-летия со дня рождения Владимира Ильича Ленина» (6 апреля 1970)
- Медаль «За доблестный труд в Великой Отечественной войне 1941—1945 гг.»
- и другими

## Память
- На могиле установлен надгробный памятник.